# Mundur ludowego Wojska Polskiego

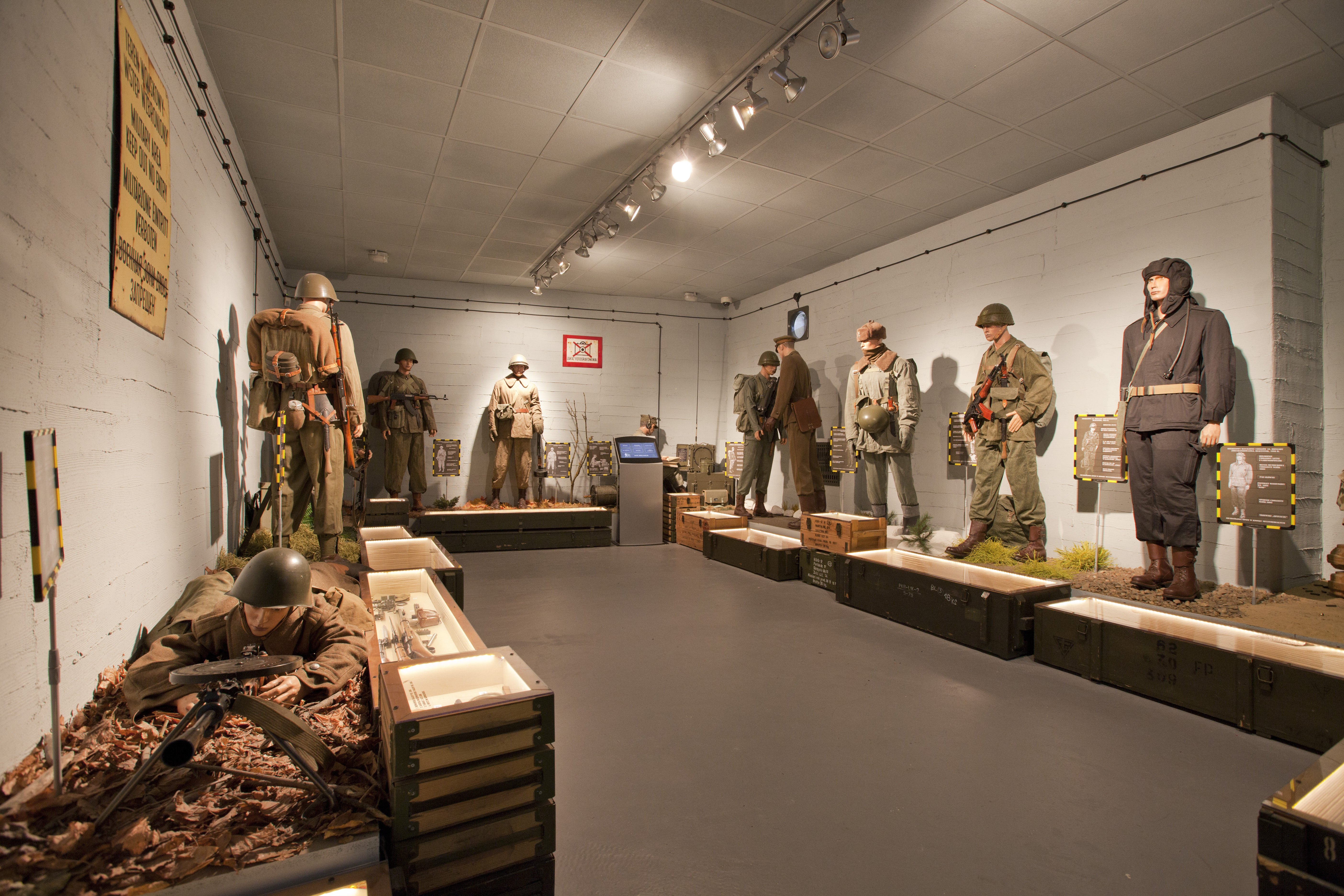
Mundury ludowego Wojska Polskiego w Muzeum Wojska w Białymstoku

Mundur ludowego Wojska Polskiego – ubiór żołnierza sił zbrojnych sformowanych w latach 1943–1944 w ZSRR oraz wywodzącego się z nich Wojska Polskiego w Polsce Ludowej w latach 1944–1952 i Sił Zbrojnych Polskiej Rzeczypospolitej Ludowej w latach 1952–1989.

## Mundur okresu wojny

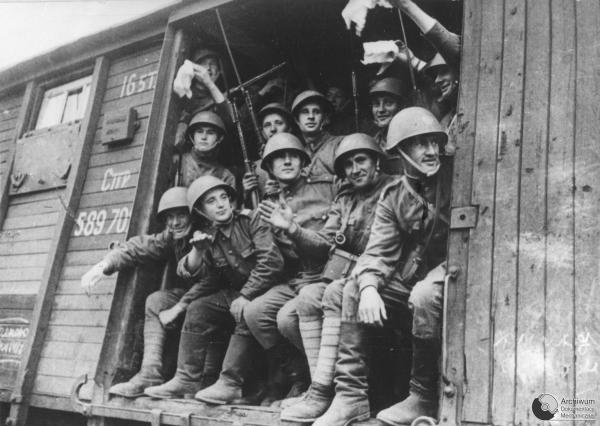
Żołnierze 1 Dywizji Piechoty

W 1943 roku wśród organizatorów 1 Dywizji Piechoty im. Tadeusza Kościuszki nie było zgodności poglądów co do odrębności mundurowej tworzącego się od podstaw Wojska Polskiego.  Część z nich chciała przyjąć wzorce sowieckie (w PSZ na Zachodzie jako zasadę przyjęto, że mundury będą kroju i barwy państw sojuszniczych z polskimi odznakami stopni wojskowych i polskim godłem wojskowym, część nawiązać ściśle do tradycji Wojska Polskiego II RP.
Władze sowieckie widziały jednak potrzebę zamanifestowania istnienia i udziału w walce odrębnych polskich oddziałów, w polskich mundurach i z narodowymi sztandarami. Wiosną 1943 roku wszystkim żołnierzom formującej się dywizji wydano jednak polowe, sowieckie umundurowanie. Szeregowcy nosili furażerki, drelichowe bluzy nakładane przez głowę, drelichowe spodnie do owijaczy noszone z szaroniebieskimi owijaczami. Mundury oficerskie składały się z furażerki, szewiotowej bluzy, gabardynowych spodni i długich czarnych butów skórzanych. Pasy główne wzoru sowieckiego: jednobolcowe, parciane z gumową wstawką wzmacniająca – dla szeregowych, jednobolcowe skórzane – dla podoficerów i dwubolcowe, skórzane ze sprzączką mosiężną lub z jasnego metalu – dla oficerów.
Na sowieckich mundurach wolno było nosić polskie oznaki. Do furażerek doczepiano różnego kształtu orły wycinane z blachy z puszek po konserwach, na bluzy Armii Czerwonej doszywano naramienniki, a tasiemki od bielizny posłużyły jako oznaki stopni podoficerskich.  W owym czasie oficerowie różnili się od szeregowych butami z długą cholewą i skórzanymi pasami z paskiem przez ramię.
W tym samym czasie powstawały w Zarządzie Głównym Związku Patriotów Polskich w Moskwie pierwsze szkice i projekty poszczególnych części ubioru. Nowy mundur miał być wierną kopią munduru polowego żołnierzy września 1939.
Pierwsze polskie mundury otrzymali oficerowie w końcu maja, natomiast szeregowi w końcu czerwca i na początku lipca 1943 roku. Nakryciem głowy była czapka polowa wzorowana na rogatywce wz. 37.  Starano się ją upodobnić do przedwojennych czapek garnizonowych przez usztywnienie jej wierzchu zgiętym w kwadrat drutem. Noszono je przede wszystkim przy okazji różnych uroczystości. W polu zakładano sowieckie furażerki i hełmy.
Kurtka ogólnowojskowa była w zasadzie kopią kurtki z 1936 roku. Różnice polegały na zastąpieniu drelichowych naramienników sukiennymi i zmianie zapięcia na sześć lakierowanych zieloną farbą guzików z orłem innego typu.
Spodnie zbliżone były krojem do noszonych przed rokiem 1939 spodni do butów i owijaczy. Oficerowie i podoficerowie piechoty, nosili spodnie wpuszczone w buty z cholewami. Szeregowi piechoty używali owijaczy. Buty z cholewami nosili także artylerzyści, kawalerzyści, czołgiści, łącznościowcy i saperzy.
Kobiety, oprócz spodni ogólnowojskowych otrzymały tzw. pumpy spinane pod kolanem i granatowe lub zielone spódnice.
Płaszcze sukienne były szyte ściśle według przedwojennego wzoru.
Obuwie i pozostałe elementy umundurowania w oddziałach tworzonych w ZSRR pochodziły z magazynów sowieckich.
Nowym elementem oznak wojska było godło, orzeł bez tradycyjnej tarczy, nawiązujący do tradycji piastowskich. Za wzór przyjęto wizerunek orła z sarkofagu Władysława Hermana w Katedrze Płockiej. Był to stylizowany neogotycki orzeł zaprojektowany około 1825 roku przez architekta, malarza i rysownika Zygmunta Vogla. Reprodukcję tego orła znalazła instruktorka ZPP, pisarka Janina Broniewska w zbiorach zamieszkałego w Moskwie historyka sztuki prof. Pawła Ettingera. Orzeł ten miał on symbolizować walkę o Polskę wolną, demokratyczną, wracającą na dawne ziemie piastowskie zagrabione przed wiekami. Nowe orły, o wyrazistej sylwetce i układzie piór, wykonane z dość grubej blachy mosiężnej lub miedzianej, noszono na czapkach polowych, zimowych i na furażerkach. Malowano też je olejną białą farbą na hełmach i na sprzęcie. Od połowy 1944 roku, kiedy powołano do życia odrodzone Wojsko Polskie,  na wojskowych czapkach pojawiły się masowo tradycyjne orły wojskowe z tarczą, ale z odłamaną lub odpiłowaną koroną.
24 października 1943 roku na kołnierzach kurtki i płaszcza wprowadzono oznaki rodzajów broni i służb. Stanowiły je kolorowe trójkątne proporczyki. W układzie barw zachowano barwy łapek i wypustek noszonych na kołnierzu do  1939 roku, a w kawalerii przyjęto początkowo proporczyk czerwono-jasnoniebieski. W styczniu 1945 zmieniony został nieco kształt proporczyków, poprawiono też układ barw, a także wprowadzono te same barwy w formie poziomych pasków szerokości pół centymetra na kołnierzach płaszczy.
W 1944 roku w wojsku pojawiło się coraz więcej elementów dawnego umundurowania przedwojennego. Wyżsi oficerowie zaczęli nosić usztywnioną rogatywka z barwnym otokiem. Czapki generalskie różniły się od tych sprzed 1939 roku granatowym otokiem, na którym odmiennie naszywano srebrną taśmę lub haftowano wężyk generalski.  W użyciu były też dawne skórzane pasy oficerskie i żołnierskie, buty oficerskie z usztywnioną cholewą i kolorowe łapki z haftowanym wężykiem na kołnierzach kurtek. Użytkowanie tych elementów ubioru wojskowego oraz godła z tarczą było samorzutne, bez normowania zarządzeniami i rozkazami i powszechnie tolerowane o ile wygląd żołnierza nie wykraczał swoją indywidualnością poza ramy przepisów sprzed roku 1939. Generałowie i wyżsi oficerowie otrzymali kurtki z kołnierzem wykładanym, koszulą i krawatem khaki.
Żołnierze tworzonej w Lublinie marynarki wojennej otrzymali mundury przerobione ze zdobycznych  marynarskich mundurów niemieckich.
Szaro stalowy mundur lotnictwa nawiązywał do munduru wprowadzonego w Polsce w 1936 roku. Nakryciem głowy była okrągła czapka  orłem  wzoru kościuszkowskiego. Noszono też orły niklowane, a także przedwojenne, z husarskimi skrzydłami. Na rękawach kurtek oficerskich naszywano galony z białej taśmy, odpowiadające dystynkcjom sowieckim. Do kurtki noszone były koszule z krawatem – często khaki. Podoficerowie i szeregowcy mieli z reguły umundurowanie khaki, wzoru ogólnowojskowego. Ubiór roboczy na lotnisku składał się zwykle z granatowego, szarego lub zielonego kombinezonu roboczego, nakładanego na mundur, i z szarej furażerki z orłem.
Ubiór do lotów typu sowieckiego składał się z lotniczego hełmu, kombinezonu khaki i butów skórzano-filcowych lub skórzanych na futrze.
Na mundurach stosowano oznaki stopni wojskowych według przepisów obowiązujących w 1939 roku. Zmieniono tylko dystynkcje chorążych – gwiazdkę nakładano na płaski galon biegnący wzdłuż przez środek naramiennika. Początkowo stosowano gwiazdki sowieckie przewidziane dla oficerów młodszych. Zakazywano używania dużych gwiazdek wzoru dla oficerów starszych.

## Mundur po 1949

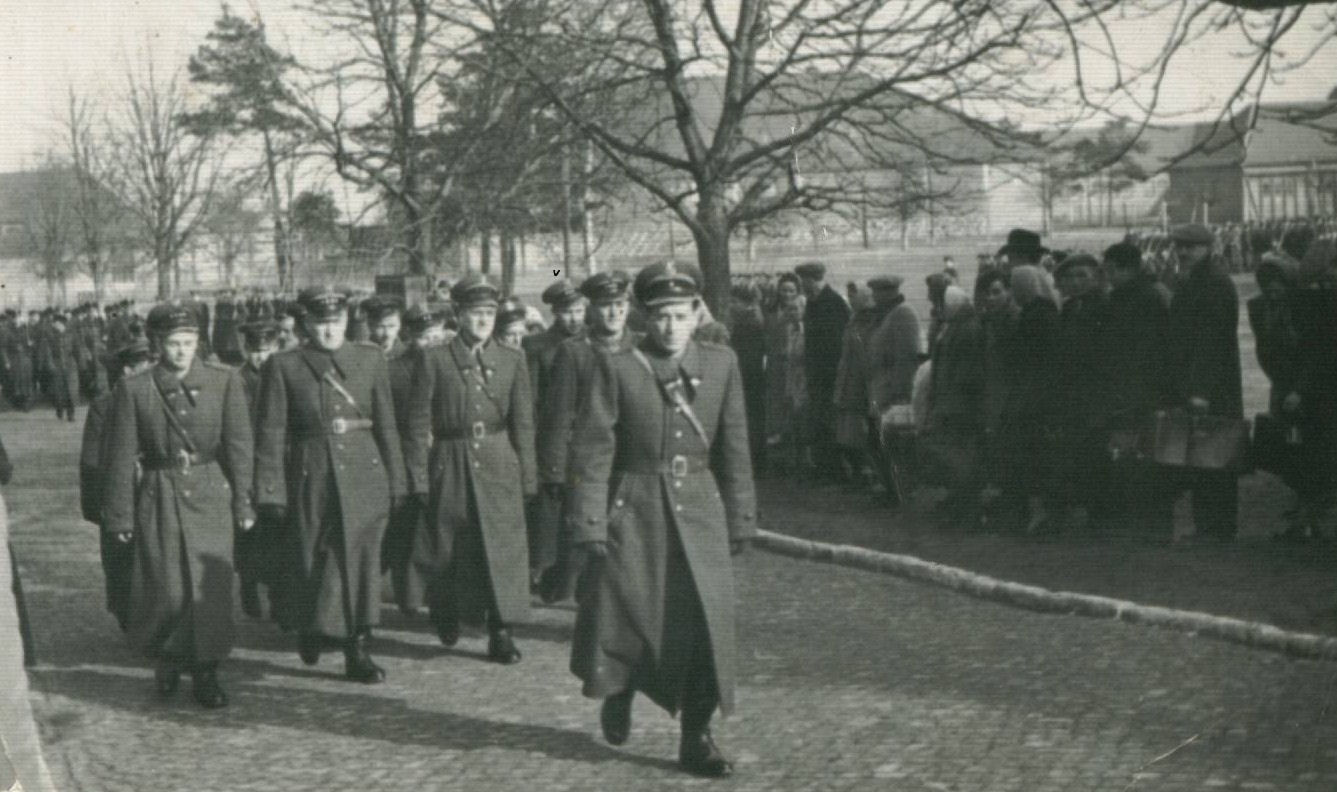
Żołnierze WP w latach 50. XX w.

Umundurowanie żołnierzy do 1949 roku nie odbiegało zasadniczo od umundurowania z końcowego okresu wojny. Obowiązywały przepisy ubiorcze sprzed 1939 roku. Rozkaz Naczelnego Dowództwa WP  z 14 sierpnia 1945 roku ustalał jedynie zasadnicze zestawy mundurowe. W sierpniu 1945 roku uchwała Rady Ministrów nakazywała zaopatrzenie wszystkich oficerów w mundury sukienne i szewiotowe oraz sztywne czapki garnizonowe. Generałowie, oprócz zestawów mundurowych przewidzianych dla oficerów, nosili kurtki z kołnierzem wykładanym z koszulą i krawatem oraz długie spodnie z granatowymi lampasami i czarne trzewiki lub sztyblety. Wprowadzony dla oficerów ubiór wyjściowy obejmował czapkę garnizonową z otokiem barwy broni, kurtkę z kołnierzem zapiętym pod szyję, na który naszywano patki z haftowanymi srebrnym bajorkiem wężykami na suknie barwy broni, spodnie długie i trzewiki chromowe czarne. Podoficerowie i szeregowcy wojsk lądowych otrzymali patki barwne ze srebrnym wężykiem na kołnierzu.

### 1949
W 1949 roku dokonano pierwszej po wojnie, zasadniczej reformy umundurowania. Zostały wprowadzone „Przepisy Ubiorcze Żołnierzy Wojska Polskiego”, które miały obowiązywać od 1 stycznia 1951 roku. Przepisy ustanowiły umundurowanie typu ogólnowojskowego: w wojskach lądowych koloru khaki, czapki okrągłe z otokiem i wypustką koloru ciemnokarminowego, guziki, czapki i godła z metalu niklowanego. Krój munduru nie odbiegał od kroju starego wzoru, z tym, że na kołnierz kurtek oficerskich i podoficerskich wprowadzono patki koloru ciemnokarminowego z wężykiem haftowanym matowosrebrnym bajorkiem i wypustką barwy wojsk lub służby. Na kołnierzu płaszcza – patki w formie pasków poziomych: pasek dolny koloru otoku, górny koloru wojsk lub służby. Na okres wiosenno-jesienny oficerowie otrzymali gabardynowe płaszcze letnie koloru piaskowo-popielatego. Dla szeregowców i oficerów wojsk lądowych ustalono trzy rodzaje ubiorów – polowy, ćwiczebny i wyjściowy. Dla żołnierzy służby zasadniczej, jednostek saperskich, łączności oraz jezdnym pozostawiono buty z cholewami.  W wojskach pancernych pozostawiono umundurowanie koloru stalowego, czapki okrągłe z otokiem czarnym, guziki, oznaki i godło z metalu niklowanego i oksydowanego. Dla kadry przewidziano kurtki z kołnierzem wykładanym oraz koszule stalowo-niebieskie i czarne krawaty. Dotychczasowe płaszcze zastąpiono półpłaszczami dla wszystkich żołnierzy. Rodzaje ubiorów – jak w wojskach lądowych. W wojskach lotniczych pozostawiono umundurowanie koloru stalowego, wprowadzono natomiast czapkę garnizonową okrągłą – kroju marynarskiego z otokiem czarnym i na czapce godło typu marynarskiego, kurtki oficerskie z kołnierzem wykładanym bez naramienników, oraz koszule barwy stalowej z czarnym krawatem. Guziki, oznaki i godło barwy złotej. Zmienił się wygląd płaszczy oficerskich, które miały kołnierze wykładane oraz czarne naramienniki nakładane z dystynkcjami typu marynarskiego. Płaszcze służby zasadniczej były jednorzędowe, również z czarnymi naramiennikami. Dla lotników wprowadzono trzy rodzaje ubiorów – do lotu, ćwiczebny i wyjściowy. Marynarka wojenna pozostawała przy tradycyjnym kroju oraz barwach granatowej i białej. Oznaki, godło i guziki barwy złotej. Marynarka otrzymała dwa rodzaje ubiorów – ćwiczebny i wyjściowy.

### 1952
W 1952 roku wprowadzono nowe przepisy ubiorcze polegające przede wszystkim na ujednoliceniu mundurów wszystkich rodzajów sił zbrojnych, wojsk i służb z wyjątkiem marynarki wojennej. Wojska lądowe, wojska lotnicze, wojska obrony przeciwlotniczej i piechota morska otrzymały ubiory koloru khaki: polowy, służbowy, wyjściowy. Ubiór galowy wprowadzony z dniem 12 grudnia 1953 roku przysługiwał podoficerom nadterminowym i oficerom zawodowym.
Wojska lądowe, wojska obrony przeciwlotniczej i piechota morska oraz uczniowie szkół wojskowych otrzymali otoki, wypustki, patki, naramienniki i lampasy koloru ciemnokarminowego, generałowie – jasnokarminowego.  W 1 Dywizji Piechoty pozostawiono żółty otoki patki koloru żółtego, a wypustki i lampasy ciemnokarminowego.
W jednostkach pancernych i zmechanizowanych wprowadzono otoki i patki koloru czarnego, a wypustki i lampasy ciemno-karminowego. Uczniowie oficerskiej szkoły wojsk pancernych nosili naramienniki czarne.
Dla żołnierzy wojsk lotniczych wprowadzono otoki i wypustki koloru chabrowego. W tym kolorze były również generalskie lampasy na spodniach oraz lampasy i naramienniki na ubiorze uczniów szkół wojskowych.
Marynarka Wojenna pozostawała przy tradycyjnej barwie granatowej i białej, z tym że wprowadzono białe wypustki na czapkach oraz guziki mosiężne z tłoczonym znakiem kotwicy na tle Krzyża Grunwaldu.
Żołnierze wojsk wewnętrznych otrzymali umundurowanie typu ogólnowojskowego, zachowując tradycyjne barwy: KBW – granatowe, WOP – zielone
Dla kadry wojsk lądowych i lotniczych do munduru wyjściowego wprowadzono kurtki z kołnierzem wykładanym, noszoną z koszulą i krawatem. Na kołnierzach umieszczono symbole rodzajów wojsk i służb w postaci metalowych oznak tłoczonych z blachy mosiężnej niklowanej i noszonych na odpowiednich pięciokątnych, barwnych patkach. Letnie płaszcze gabardynowe starego typu zastąpiono jednorzędowymi płaszczami nieprzemakalnymi z popeliny koloru ciemnopopielatego. W marynarce wprowadzono naramienniki i białe wypustki.
Żołnierze zawodowi otrzymali ubiór galowy składający się z kurtki zapiętej pod szyją z patkami i wężykiem oraz granatowych spodni z lampasami u generałów i ciemnokarminową wypustką u oficerów i podoficerów zawodowych wojsk lądowych i chabrową dla lotnictwa. Do ubioru noszono srebrny pas i sznur galowy.
W ubiorach polowych zachowano inny ważny element tradycyjny w postaci polowej czapki rogatej. Noszona była ona powszechnie po zakończeniu wojny do 1952 roku, kiedy to pozostawiono ją jedynie kadrze. Przywrócona została w 1961 roku dla wszystkich żołnierzy jako lekka, bawełniana rogatywka ze specjalnej tkaniny barwy polowej.

### 1957
W 1957 roku przystąpiono do prac nad opracowaniem nowego typu ubioru wojskowego. W marynarce wojennej zrezygnowano z naramienników i białych wypustek.
W 1958 roku  wojskom lotniczym przywrócono mundur stalowy. Nowo utworzona Wojskowa Służba Wewnętrzna otrzymała białe otoki i białe sznury służbowe) i w 1964 białe hełmy. Żołnierze oddziałów powietrznodesantowych otrzymali bordowe berety oraz specjalne mundury polowe typu "deszczyk". Jednolity mundur wyjściowy ze sznurami galowymi koloru matowo-srebrnego stanowił sobą nowy mundur galowy.

### 1961
Wypracowane w ciągu trzech lat rozwiązania ujęte zostały w „Przepisach ubiorczych żołnierzy Wojska Polskiego w czasie pokoju”. Poprzez zwiększenie ilości warstw odzieży uzyskano możliwość regulowania stopnia ocieplenia w zależności od aktualnych warunków atmosferycznych. Płaszcz żołnierski zastąpiono impregnowaną kurtką o barwie ochronnej z podpinką i kołnierzem ze sztucznego futra oraz ocieplonymi flanelą spodniami. W wojskach lądowych wprowadzono inne czapki z oliwkowym otokiem. Żołnierze służby zasadniczej otrzymali kurtki z kołnierzem wykładanym, koszulą i krawatem, dwurzędowe płaszcze z szalem. Weszły też w użycie płaszcze z impregnowanej tkaniny syntetycznej. W 1968 roku wprowadzono płaszcze ortalionowe ocieplone sztucznym futrem i letnie mundury wyjściowe z elany. Idąc "za modą" skrócono płaszcz i zwężono spodnie.

### 1972
Zmiany, korekty, uzupełnienia, jakie wprowadzono od 1961 roku w umundurowaniu, ujęte zostały w nowych przepisach wydanych w 1972 roku.
Utrwalony został podział na ubiór polowy, służbowy, wyjściowy i galowy. Z dawnej tradycji noszenia białej broni bocznej pozostał kordzik do ubioru galowego marynarki wojennej i lotnictwa. W pozostałych rodzajach broni nie noszono broni bocznej do ubioru wyjściowego i galowego.
Do ubioru polowego nie stosowano oznak i odznak. Zachowano w nim tradycyjną, polową czapkę rogatą z godłem wojskowym, a także utrwalone tradycją srebrne oznaki stopni i guziki z godłem państwowym. W mundurze służbowym zachowano barwę khaki wojsk lądowych, tradycyjne w barwie i szczegółach od ponad półwiecza mundury marynarki i stalowe mundury lotników. Sznury naramienne nosiła kadra zawodowa do munduru galowego. W Wojskach Obrony Wewnętrznej związane z regionalnym ubiorem Podhalan kapelusze z piórami oraz peleryny otrzymała 5 Brygada Podhalańska . Barwne otoki zachowano: w 1 Warszawskiej Dywizji Zmechanizowanej – żółte na pamiątkę 10 regimentu z czasów insurekcji kościuszkowskiej, Wojska Ochrony Pogranicza – zielone, Wojskowa Służba Wewnętrzna – białe, Wojska Obrony Wewnętrznej – granatowe w nawiązaniu do barwy granatowych mundurów dawnej piechoty, marynarka wojenna i lotnictwo – czarne, zgodnie z tradycją zapoczątkowaną przed 1939 rokiem.

### 1974
Na mocy Instrukcji o Przodownictwie i Współzawodnictwie w Siłach Zbrojnych PRL z 1974 roku wprowadzono Oznaka wyróżniająca „Przodujący Pododdział” Nadawana była przodującym pododdziałom i oddziałom SZ PRL za „uzyskanie odpowiedniej oceny w wyszkoleniu bojowym i politycznym oraz mistrzowskie opanowanie uzbrojenia i sprzętu bojowego”.
Na mocy Zarządzenia Ministra Obrony Narodowej nr 4/MON z dnia 17 stycznia 1974 r. dla uznania „trudnej i odpowiedzialnej pracy szefa kompanii ([baterii, eskadry, bosmana okrętoweg] i szefa działu okrętowego), jak również podkreślenia wagi wykonywanych przez niego obowiązków o charakterze wychowawczo – szkoleniowym i w działalności gospodarczej” wprowadzono Oznakę Szefa Kompanii.
Zagadnienie dotyczące munduru wojskowego zapisano w ustawie z 21 grudnia 1978 roku. Stwierdzała ona ze mundur wojskowy jest „symbolem tradycji wolnościowych i postaw patriotycznych narodu polskiego”.